# Gouvernement Pekkala
République de Finlande
Paasikivi III  Fagerholm I 
Le gouvernement Pekkala est le 31ème gouvernement de la République de Finlande, qui a siégé 857 jours du 26 mars 1946 au 29 juillet 1948.

## Composition
| Portefeuille                                        | Ministre           | Période               | Parti | Parti |
| --------------------------------------------------- | ------------------ | --------------------- | ----- | ----- |
| Premier ministre                                    | Mauno Pekkala      | 26.3.1946 – 29.7.1948 |       | SKDL  |
| Vice-Premier ministre                               | Yrjö Kallinen      | 26.3.1946 – 4.6.1948  |       | SDP   |
| Vice-Premier ministre                               | Hertta Kuusinen    | 4.6.1948 – 29.7.1948  |       | SKDL  |
| Ministre des Affaires étrangères                    | Carl Enckell       | 26.3.1946 – 29.7.1948 |       | se.   |
| Vice-Ministre des Affaires étrangères               | Reinhold Svento    | 26.3.1946 – 30.4.1948 |       | SKDL  |
| Vice-Ministre des Affaires étrangères               | Uuno Takki         | 27.3.1946 – 29.7.1948 |       | SDP   |
| Ministre de la Justice                              | Eino Pekkala       | 26.3.1946 – 29.7.1948 |       | SKDL  |
| Ministre de l'Intérieur                             | Yrjö Leino         | 26.3.1946 – 22.5.1948 |       | SKDL  |
| Ministre de l'Intérieur                             | Eino Kilpi         | 26.5.1948 – 29.7.1948 |       | SKDL  |
| Vice-Ministre de l'Intérieur                        | Paavo A. Viding    | 26.3.1946 – 29.7.1948 |       | ML    |
| Ministre de la Défense                              | Mauno Pekkala      | 26.3.1946 – 27.3.1946 |       | SKDL  |
| Ministre de la Défense                              | Yrjö Kallinen      | 27.3.1946 – 29.7.1948 |       | SDP   |
| Vice-Ministre de la Défense                         | Mauno Pekkala      | 27.3.1946 – 29.7.1948 |       | SKDL  |
| Ministre des Finances                               | Ralf Törngren      | 26.3.1946 – 29.7.1948 |       | RKP   |
| Vice-Ministre des Finances                          | Onni Hiltunen      | 26.3.1946 – 29.7.1948 |       | SDP   |
| Ministre de l'Éducation                             | Eino Kilpi         | 26.3.1946 – 26.5.1948 |       | SDP   |
| Ministre de l'Éducation                             | Lennart Heljas     | 26.5.1948 – 29.7.1948 |       | ML    |
| Ministre de l'Agriculture                           | Vihtori Vesterinen | 26.3.1946 – 29.7.1948 |       | ML    |
| Vice-Ministre de l'Agriculture                      | Paavo A. Viding    | 26.3.1946 – 29.7.1948 |       | ML    |
| Ministre des transports et des travaux publics      | Lauri Kaijalainen  | 26.3.1946 – 29.7.1948 |       | ML    |
| Vice-Ministre des transports et des travaux publics | Erkki Härmä        | 26.3.1946 – 29.7.1948 |       | SDP   |
| Ministre du commerce et de l'industrie              | Uuno Takki         | 26.3.1946 – 29.7.1948 |       | SDP   |
| Ministre des Affaires sociales                      | Matti Janhunen     | 26.3.1946 – 29.7.1948 |       | SKDL  |
| Vice-Ministre des Affaires sociales                 | Lennart Heljas     | 26.3.1946 – 26.5.1948 |       | ML    |
| Vice-Ministre des Affaires sociales                 | Erkki Härmä        | 12.4.1946 – 29.7.1948 |       | SDP   |
| Vice-Ministre des Affaires sociales                 | Onni Peltonen      | 26.5.1948 – 29.7.1948 |       | SDP   |
| Ministre du Bien-être public                        | Taavi Vilhula      | 26.3.1946 – 29.7.1948 |       | ML    |
| Vice-Ministre du Bien-être public                   | Yrjö Murto         | 26.3.1946 – 29.7.1948 |       | SKDL  |
| Vice-Ministre du Bien-être public                   | Erkki Härmä        | 12.4.1946 – 29.7.1948 |       | SDP   |
| Ministre sans portefeuille                          | Hertta Kuusinen    | 26.5.1948 – 4.6.1948  |       | SKDL  |